# Дом-коммуна в 4-м Сыромятническом переулке
Дом-коммуна на 4-м Сыромятническом переулке — здание в стиле конструктивизма, расположенное по адресу 4-й Сыромятнический переулок, 3/5, строения 3, 4 и 4А в Басманном районе Центрального административного округа города Москвы. Комплекс зданий был построен архитектором Георгием Мапу по запросу Моссовета, рассматривавшего обобществление быта как способ решения жилищного кризиса 1920-х годов. 
Строительство велось в 1927—1930 годах на пятиугольном участке, очерченном 4-м Сыромятническим и Хлудовским переулками, двумя вновь проектируемыми проездами и садом соседнего участка. Первоначальный проект, описанный архитектором в №3 журнала «Строительство Москвы» от 1928 года включал 3 корпуса, охватывающих двор в форме правильного пятиугольника. В углах пятиугольника были запланированы парадные входы в корпуса, в углу, расположенном против слияния 4-го Сыромятнического и Хлудовского переулков — главный въезд во двор участка. Однако была выполнена только 1-я очередь строительства — корпуса №1 и №2, которые были заселены к 1930 году. Один из них предзназначался для семейного заселения и не предполагал обобществления быта: при жилых комнатах были кухни и санузлы. Второй был рассчитан на холостяков и малосемейных жильцов, поэтому кухни и санузлы были общими. В 1954 году проезд между домами был превращён в арку и застроен. Эта часть здания имеет другую нумерацию квартир, её балконы декорированы балясинами, фасад венчают карниз и аттик.
Комплекс проектировался по коридорной системе на основе опыта, полученного Моссоветом на проектах 1927 года. За основу планировки «семейного» корпуса была взята секция №15 типа 1927 года с расположением 2-комнатных квартир, рассчитанных на ведение индивидуального хозяйства небольшой семьёй, по общему коридору. В этот проект были внесены некоторые изменения. Практика показала неудобство расположения кухни в помещении, освещённом вторым светом (через фрамугу, выходящую в жилую комнату), поэтому в проекте 1928 года кухня получила собственное небольшое окно. В первой очереди строительства были запланированы 161 2-комнатная квартира и некоторое количество 3-комнатных, что при заселении 5 человек в каждую квартиру обеспечивало 805 мест. На каждом этаже вблизи главных лестниц и посередине коридоров были предусмотрены комнаты общего пользования: приёмная, зал для собраний, детская комната, комната для игры в шахматы, красный уголок. Каждый этаж имел балконы и террасы общего пользования. Лестницы были освещены через сплошное остекление клеток, коридоры — с торцов и через стеклянные двери помещений общего пользования. Ввиду большого числа этажей, возле основных лестниц были предусмотрены подъёмники.
На первых двух этажах домов проектом были предусмотрены ясли и детский сад (на 60 детей) со стеклянными верандами и раздвижными стенами для отдыха на свежем воздухе. Подвальные и полуподвальные помещения были отведены под кладовые для квартирантов, прачечные для жильцов и детских заведений, котельную центрального отопления. Часть первого этажа корпуса №1 предназначалась для продуктового магазина, в корпусе №3 предполагалось размещение общественной столовой. Здание проектировалось из камня с утеплением кладки 2 верхних этажей. Композицинно здания были разрешены простыми формами с акцентом на углах участка. Во дворе, который рассматривался как открытое пространство для общения жильцов, был разбит сквер и установлен фонтан.